# Carl Henrik Furumarck
Carl Henrik Furumarck, född 10 april 1727 i Kides socken i Karelen, död 6 augusti 1788 i Sokkala, var en svensk militär.
Han var son till Otto Carl Furumarck och Christina Affleck (1699-1761) som var dotter till majoren Simon Affleck (1660-1725) samt från 1757 gift med Maria Christina Ehrnrooth (1736-1801) som var dotter till majoren Gustaf Henrik Ehrnrooth (1692-1759). Paret fick tio barn. Han var far till Johan Henrik Furumark som är en av förebilderna till Fänrik Ståls hjältar och hyllas i dikten »Fältmarskalken».
Furumarck blev auskultant vid lantmäterikontoret 1742 och volontär vid fortifikationen 1746. Han blev adjutant vid karelska dragonregementet 1750 och kornett där 1757. Han blev löjtnant 1758, kapten 1762 samt major vid Nylands dragonregemente 1771. Furumarck blev överstelöjtnant i armén 1775 och överstelöjtnant vid regementet, överste i armén samt överste för karelska dragonregementet 1780. Han var chef över Kymmenegårds lätta infanteribataljon 1780-1781 och Savolax fotjägarregemente 1780–1783. Han erhöll avsked 1783. Han blev riddare av Svärdsorden 1770.